# Heliotropisme
En botànica, l'heliotropisme és el conjunt de moviments dels vegetals que dirigeixen les seves fulles i flors en direcció al Sol.
L'heliotropisme és un tipus de fototropisme (reacció d'un organisme davant la llum). Les flors heliotròpiques es mouen apuntant cap al Sol, d'Est a Oest. I, durant la nit, es mouen per inclinar-se, en apuntar el dia, novament cap a l'Orient, per on el Sol neix. Aquest tipus de conducta la presenta, per exemple, el gira-sol.